# Avengers: Endgame
Avengers: Endgame és una pel·lícula de superherois estatunidenca basada en l'equip de superherois de Marvel Comics the Avengers. La pel·lícula, produïda per Marvel Studios i distribuïda per Walt Disney Studios Motion Pictures, és una seqüela d'Avengers: Infinity War, que al seu torn era una seqüela de The Avengers i Avengers: Age of Ultron. És la vint-i-dosena pel·lícula de l'univers cinematogràfic de Marvel. La pel·lícula està dirigida per Anthony i Joe Russo, amb un guió de Christopher Markus i Stephen McFeely, i és protagonitzada per Robert Downey Jr., Chris Evans, Mark Ruffalo, Chris Hemsworth, Scarlett Johansson, Jeremy Renner, Don Cheadle, Paul Rudd, Brie Larson, Karen Gillan, Danai Gurira, Benedict Wong, Jon Favreau, Bradley Cooper, Gwyneth Paltrow i Josh Brolin. A la pel·lícula, els membres dels Avengers que han sobreviscut tracten de revertir el mal fet per Thanos a Infinity War.
La pel·lícula es va anunciar l'octubre de 2014 com Avengers: Infinity War – Part 2. Els germans Russo s'hi van incorporar com a directors l'abril de 2015, i el maig Markus i McFeely s'hi havien unit com a guionistes. El juliol de 2016 Marvel va eliminar el títol provisional, i s'hi referia a la pel·lícula simplement com Untitled Avengers film. El rodatge va començar l'agost de 2017 als estudis Pinewood d'Atlanta, quasi alhora que Infinity War acabava de filmar-se, i va concloure el gener de 2018. Es van gravar escenes addicionals al centre i a l'àrea metropolitana d'Atlanta, i a l'estat de Nova York. El títol es va revelar el desembre de 2018.
La pel·lícula es va estrenar el 26 d'abril de 2019 en IMAX i 3D.

## Argument
La meitat de la vida de tot l'univers es desintegra quan Thanos fa servir les Pedres de l'Infinit, incloent-hi la família de Clint Barton i de molts dels protagonistes d'Infinity War. Tres setmanes després, Carol Danvers rescata a Nebula i Tony Stark, que són a l'espai a la deriva després de la seva lluita contra Thanos; i aquests s'uneixen a Natasha Romanoff, Bruce Banner, Steve Rogers, Rocket, i Thor, Pepper Potts i James Rhodes ja a la Terra. El grup busca a Thanos per tal de recuperar les Pedres de l'Infinit i revertir les seves accions, però descobreixen que aquest ja les ha destruït per evitar que es tornessin a fer servir. Thor, enrabiat, decapita Thanos quan se n'assabenta.
Cinc anys després, Scott Lang de pura xamba escapa del regne quàntic i es troba Romanoff i Rogers a la seu dels Avengers. Només han passat unes poques hores per a Lang, en comptes d'anys, i ell teoritza que el regne quàntic els pot servir per a viatjar en el temps. Els tres proposen a Stark —que ara és pare d'una filla anomenada Morgan, juntament amb Pepper— de recuperar les Pedres de l'Infinit del passat i emprar-les per a revertir les accions de Thanos en el present. Stark rebutja la idea per por de perdre la Morgan, però cedeix en pensar sobre el desintegrament de Peter Parker. Stark dissenya un dispositiu per a estabilitzar el viatge en el temps. Romanoff troba en Barton, que ha esdevingut un justicier implacable durant el seu dol, i aquest retorna a la seu central amb ella.
Els Avengers, reunits, es divideixen en grups pel bé de la missió. Banner, Rogers, Lang, i Stark viatgen a Nova York, al 2012. Banner visita el Sanctum Sanctorum i convenç l'Anciana perquè li doni la Pedra del Temps. L'avisa de les conseqüències de treure les Pedres de l'Infinit del passat, i Banner promet retornar-les. Rogers burla els agents de l'organització Hydra i derrota la seva pròpia versió del 2012 per tal de recuperar la Pedra de la Ment, però l'intent de Lang i Stark per a aconseguir la Pedra de l'espai fracassa i Loki aconsegueix escapar-se amb ella.
Rogers i Stark utilitzen les últimes partícules Pym, que alteren la seva mida, per a viatjar al campament de l'exèrcit estatunidenc Camp Lehigh l'any 1970. Allà hi furten una versió anterior de la Pedra de l'Espai, així com vials de partícules Pym per a poder retornar al present.
Rocket i Thor viatgen a l'Asgard del 2013 per aconseguir la Pedra de la Realitat de Jane Foster, i Thor obté una versió anterior del seu martell, Mjolnir. Barton i Romanoff viatgen a Vormir el 2014, on el guardià de la Pedra de l'Ànima, Red Skull, els explica que només la poden aconseguir sacrificant algú que estimen. Finalment, Romanoff se sacrifica.
A Morag, també al 2014, Nebula i Rhodes aconsegueixen la Pedra del Poder abans que ho pugui fer Peter Quill. Rhodes retorna al present amb la Pedra del Poder, però Nebula no pot fer-ho després que els seus implants cibernètics interfereixin amb els de la seva versió del 2014. A través d'aquesta connexió, el Thanos de 2014 descobreix els fets i envia la Nebula de 2014 al present.
Un cop obtingudes totes les Pedres de l'Infinit, Banner les utilitza per a tornar a la vida tots aquells que Thanos havia desintegrat. La Nebula de 2014 utilitza la màquina del temps per a transportar Thanos i el seu vaixell a l'actualitat, i tot seguit ataquen la seu dels Avengers. Rogers, Thor i Stark lluiten contra Thanos, i Rogers és capaç d'utilitzar Mjolnir. Tanmateix, Thanos els supera i invoca l'Orde Negre i les seves forces armades per tal d'assetjar la Terra. La Nebula actual convenç la versió de 2014 de la seva germana, Gamora, perquè es giri en contra de Thanos; i aquesta mata la seva pròpia versió de 2014.
Després de retornar, el Doctor Strange transporta tota la resta d'aliats Avengers que també han retornat a la vida, juntament amb els exèrcits d'Asgard i Wakanda, perquè lluiten contra les forces de Thanos. Durant la batalla Stark aconsegueix recuperar i activar les Pedres de l'Infinit, desintegrant Thanos i el seu exèrcit. Stark resulta ferit de mort després d'utilitzar les pedres, i mor poc després.
Després del funeral de Stark, Thor nomena la Valkyrie reina d'Asgard i s'uneix als Guardians de la Galàxia. Després de tornar les Pedres de l'Infinit i Mjolnir als seus respectius llocs originals, Rogers escull tornar al passat per viure amb Peggy Carter. En el present un Rogers vell dona el seu escut a Sam Wilson.

## Actors
- Robert Downey Jr. com a Tony Stark/ Iron Man: líder i benefactor dels Avengers, és un geni multimilionari, playboy i filantrop amb una armadura mecànica que ell mateix ha inventat.[2][3] Segons els directors Joe i Anthony Russo, Downey era l'únic actor que s'havia llegit el guió sencer de la pel·lícula.[4]
- Chris Evans com a Steve Rogers/ Captain America: un superheroi fugitiu i el líder d'una de les dues faccions dels Avengers. Veterà de la Segona Guerra Mundial, fou modificat amb un sèrum experimental perquè millorés les seves habilitats físiques; i després per accident va quedar congelat fins que es va poder despertar al món modern.[5] Malgrat que la pel·lícula quedava fora del contracte per a sis pel·lícules d'Evans, l'actor va accedir a sortir-hi.[6]
- Mark Ruffalo com a Bruce Banner/ Hulk: un superheroi i científic que, a causa de l'exposició a radiació gamma, es transforma en un monstre quan s'enfada.[7] El personatge conclou un arc argumental dramàtic establert a Thor: Ragnarok i Avengers: Infinity War.[8]
- Chris Hemsworth com a Thor: membre dels Avengers i rei d'Asgard, basat en el personatge de la mitologia nòrdica del mateix nom.[5] Thor fa servir ara una destral mística coneguda com a Stormbreaker, després de la destrucció del seu martell Mjolnir a Thor: Ragnarok.[9]
- Scarlett Johansson com a Natasha Romanoff/ Black Widow: una espia altament entrenada, membre de la facció de Rogers i antiga agent del S.H.I.E.L.D.[3][10]
- Jeremy Renner com a Clint Barton/ Hawkeye/ Ronin:[11] un mestre arquer, antic membre dels Avengers i agent del S.H.I.E.L.D.[12][13] Barton té una nova aparença a la pel·lícula, semblant a la de Ronin dels còmics.[14]
- Don Cheadle com a James "Rhodey" Rhodes/ War Machine un antic oficial de les Forces Aèries dels Estats Units d'Amèrica i membre dels Avengers que fa servir l'armadura War Machine.[15]
- Paul Rudd com a Scott Lang / Ant-Man: un antic criminal que va aconseguir un vestit que li permet fer-se gran o petit, i incrementar la seva força.[3]
- Brie Larson com a Carol Danvers/ Captain Marvel: una antiga pilot de les Forces Aèries dels Estats Units amb l'ADN alterat a causa d'un accident, cosa que li dona una força sobrehumana, projecció d'energia, i la capacitat de volar.[16][17]
- Karen Gillan com a Nebula: una filla adoptada de Thanos que va créixer amb Gamora com a germana.[18]
- Danai Gurira com a Okoye: una tradicionalista de Wakanda de la Tribu de la Frontera que lidera les Dora Milaje, les forces especials de Wakanda, compostes només per dones, i les guardaespatlles de T'Challa.[19]
- Benedict Wong com a Wong: un dels mestres en les arts místiques, protector de les relíquies i els llibres més valuosos de Kamar-Taj.[20]
- Jon Favreau com a Harold "Happy" Hogan: l'antic cap de seguretat de Stark Industries i el xòfer i guardaespatlles de Tony Stark.[21]
- Bradley Cooper com a Rocket: membre dels Guardians de la Galàxia, és un os rentador mercenari modificat genèticament que domina les armes i les tàctiques de batalla.[22] Es van fer servir les expressions i l'actuació de Sean Gunn com a referència per a la posterior animació digital del personatge.[23]
- Gwyneth Paltrow com a Virginia "Pepper" Potts: promesa de Stark i executiva en cap de Stark Industries.[21] Ella duu un exoesquelet mecànic a la pel·lícula.[24] Fou la última aparició principal de Paltrow a l'univers cinematogràfic de Marvel.[25]
- Josh Brolin com a Thanos: un dèspota intergalàctic de Tità que va reunir les sis Pedres de l'Infinit.[26][27] Joe Russo va dir que després dels fets narrats a Avengers: Infinity War, "[Thanos ha] reeixit en allò que es proposava. Ja està. Ho ha fet. Està retirat."[28] A més de proporcionar la veu del personatge, es van capturar els moviments i les expressions de Brolin.[29]

## Futur
Està previst que aquesta sigui l'última pel·lícula de la saga Avengers que va començar l'any 2012 amb The Avengers. Però està previst que alguns dels superherois tinguin més pel·lícules, alguns com Spider-Man, Doctor Strange, Black Widow i Black Panther.